# ゑびす屋ぼん子
ゑびす屋 ぼん子（えびすや ぼんこ）は日本の漫画家。女性。大阪府出身。

## 来歴
- 1996年、漫画家を目指し上京。印刷会社に勤めながら漫画のアシスタントなどを経験する。
- 1998年、『靈驗アラタカ』で第42回藤子不二雄賞佳作受賞。
- 1999年、『別冊コロコロコミック』でデビュー。
- 2001年、コミックバンチ10月期新人賞 入選。
- 2006年、『月刊少年ファング』にて初の連載作品「超合金トビタケーハチ」開始。
- 2007年、「超合金トビタケーハチ」連載終了。新聞のカットやコンビニコミックスなどで活動を続ける。
- 2008年、プロ漫画家としての無期限活動休止を宣言。
- 2009年、漫画家としての活動再開を発表。

## 主な作品
- 大黒童子マハカラ - 1999年別冊コロコロコミック
- 顔面X - 1999年ハイパーコロコロ
- 爆外伝カードゲームwithキャイ〜ン - 1999年別冊コロコロコミック
- 金色野者 - オンライン配信
- TIME SLIP STRAY CATS(原案:夏目漱石)　- オンライン配信
- 超越書家　HYPER SHOCKER - 2000年週刊少年チャンピオン増刊号
- 超合金トビタケーハチ - 2000年コミックガム、2006年~2007年月刊少年ファング
- オケラ街道　Bar SEMBA - 2005年携帯サイト キネマンニュース
- ディレクターズ・チョンボ - 2007年近代麻雀
- 語り継がれた言葉（作画） - 2007年ムーコミックス「2012年地球滅亡の危機」
- 生まれ変わりの秘密（作画） - 2007年ムーコミックス「超常怪奇事件FILE」
- 世界の洪水伝説は文明崩壊の記録だった!（作画） - 2008年ムーコミックス「迫り来る20XX年地球水没の危機!!」

## エピソード
- 夏目漱石・水木しげるをこよなく愛し、twitterでは「夏目漱石bot」を運営している。
- デビュー前は「アヤシヰボンコ」というペンネームで「青春ラジメニア」（ラジオ関西）の番組初期の常連投稿者だった。特に笑ゥせぇるすまんの主人公・喪黒福造のパロディーイラストがリスナー間で人気を博していた。
- これまでの執筆作品のほとんどは作者自身のサイトに画像が収録されており、一部作品は全ページが掲載されている。ただし、原作付き作品は一切掲載されていない。
- 『月刊少年ファング』で連載されていた「超合金トビタケーハチ」は、かつてコミックガムに掲載された作品の補正版。また、一部の設定は「顔面X」から応用したものと思われる。
- スタートレックのファン。
- 初の連載作品が掲載された『月刊少年ファング』の休刊についての記事をブログに書き込んだ際、漫画関連のサイトやWikipediaのファングの項目にこの事が記され、一時的にブログのアクセス数が普段の数倍に跳ね上がった。ただし、この時の書き込みは推測も含まれており、スポンサーなど一部の内情もこの件により詳しく調べてから初めて知ったらしく、後日の書き込みで謝罪している。